# Шал
Шал је одевни предмет, који се носи око врата приликом умерено ниских и веома ниских температура.

## Историја
У старом Риму се јављају први облици шала, где се шал није користио у циљу грејања тела, већ из хигијенских разлога. Овај шал Римљани су звали sudarium, што у буквалном преводу са латинског значи "тканина за зној" и кориштен је за брисање зноја са лица и врата, приликом високих температура. Мушкарци су овај шал носили око врата или око појаса. Ускоро су и жене почеле да носе шал израђен од сукна око врата, и чак тада је шал убрзо постао ствар моде и престижа међу женама.
Историчари сматрају да су за време владавине цара Ченга, шалови служили као знак распознавања чинова у оквиру кинеских ратника.

### Пре нове ере
Шалови се носе од давнина. Године 1350. п. н. е., у старом Египту, за краљицу Нефертити се каже да је носила чврсто ткану мараму, а статуа Ашурнасирпала II из 9. века пре нове ере приказује цара који носи шал.
Године 500. п. н. е. у Атини су жене носиле мараме да би побољшале свој заводљиви шарм; у истом периоду, Индијке су их кокетно носиле као покривала за главу.
Током владавине кинеског цара Ченга, од 259. до 210. п. н. е., мараме су коришћене као војни маркери за идентификацију ранга кинеских ратника или њиховог статуса као официра; многи од Теракота ратника су приказани како их носе.

### У новој ери
У старом Риму, око 10. године нове ере, одећа је коришћена за чистоћу, а не за топлоту. Звао се фокал или sudarium („знојна тканина”) и користио се за брисање зноја са врата и лица по врућем времену. Шалове су првобитно мушкарци носили око врата или су били везани за каишеве.
У 1200-им, египатске трбушне плесачице су носиле каиш налик шалу ниско на боковима да би истакле покрете свог тела.
Током Француске револуције, жене и мушкарци су носили мараме различитих боја како би показали своју политичку припадност демократским принципима Слобода, Једнакост, Братство; и Кравате. Французи су оличили елегантан стил шала.
Наполеон Бонапарта је сматрао египатске мараме привлачним и купио их је као поклон својој жени. После овог поклона, верује се да је царица Жозефина Бонапарта у наредне три године набавила преко 400 шалова који су коштали око 80.000 фунти. Након тога, становници Пејзлија у Шкотској су почели да производе сопствене шалове.

#### У 20. веку
Током Првог и Другог светског рата, жене у САД су сматрале патриотском дужношћу да плету мараме за војнике, заједно са другим потрепштинама. Током ова два рата, борбени пилоти су носили мараме да би се угрејали на великим висинама и да би покрили врат.
До средине 20. века, шалови су постали један од најсвестранијих одевних додатака за мушкарце и жене. Током 20. века, модна индустрија је усвојила шал. Тијери Хермес из Хермеса креирао је свилене мараме по узору на оне које су Наполеонови војници носили у борби. Хермес је почео да прави шалове које су дизајнирала нека од највећих имена у модној и музичкој индустрији у Холивуду; Глумица Грејс Кели направила је један од Хермесових шалова. Хермес је увезао сирову свилу из Кине од које је направљена дуготрајна висококвалитетна тканина са ручном штампом; процес је укључивао 43 екрана за производњу ефеката у боји, а овај штампани дизајн шала су на слици изложиле две жене у белим перикама које играју игру.

## Употребе и типови
Постоје четири функционалне врсте шала; марама за главу, марама за врат, марама за плажу и зимска марама; они су ручно осликани, штампани блоковима, обојени, украшени, извезени, са перлама или чипкани.
У сувим, прашњавим, топлим климама или окружењима са загађивачима из ваздуха, танка марама или бандана се често носи преко очију, носа и уста како би коса била чиста. Овај обичај је еволуирао у модни предмет у многим културама, посебно међу женама. Кравата, предак кравате и лептир машна, настала је од оваквих шалова у Хрватској.
У Индији се вунени шалови са Банданијевим радовима који усвајају технике тај-дај везивања и бојења обично носе у Буџу и Мандвију у округу Куч у Гуџарату. У Индији и другде постоји тренд ношења шала или дупате као заштите од загађења.
Шалови који се користе за покривање доњег дела лица, а посебно врата, понекад се називају и каулс. Шалови се колоквијално могу назвати вратним омотачем.
Шалови се могу везати на много начина, укључујући лавалијер машну, четвртасти чвор, каубојски напрсник, аскотски чвор, омчу, кравату и циганску мараму. На глави су се везивале и шалови као мараме. Монарси, укључујући краљицу Викторију и краљицу Елизабету I, носили су мараму. Током касних 1990-их, то је био модни тренд код хип хоп и Р&Б уметника. Током периода немих филмова, глумице Ана Меј Вонг и Евелин Брент носиле су мараме од софистициране свиле и популарисале их. У исламској верској култури, ношење мараме је повезано са Кураном. У Саудијској Арабији, ношење мараме је било неопходно да би се суочили са оштром климом и интензивном врућином, чак и пре него што је ислам усвојен. Током истог периода, хришћани и Јевреји су такође покривали своју косу велом, како су налагали њихови свети текстови.
Шалови се такође користе као модни додаци уз вечерње хаљине тако што их превлаче преко рамена или руку; један пример је боа од перја.

### У униформама
Пилоти раних авиона носили су беле, свилене мараме и плетене мараме како би задржали уљни дим из издувних гасова из њихових уста док су летели. Пилоти авиона са затвореним кокпитом носили су мараме да би спречили огреботине на врату, посебно пилоти борбених авиона, који су стално окретали главу са стране на страну, посматрајући непријатељске авионе. Данас, војне летачке посаде носе мараме са утиснутим ознакама и амблемима јединица из разлога esprit-de-corps и наслеђа, а не из практичних разлога.
Кодекс облачења који су усвојили пилоти и кабинско особље мењао се током времена. У првим годинама летења, пилоти авиона су копирали пилоте из Првог светског рата, и усвојили су свилене шалове и рукавице као део своје одеће од летећих чизама и кожних бомбардерских јакни. Модерна униформа пилота комерцијалне авио компаније има наутички изглед. Униформа стјуардесе такође је претрпела значајне промене; многе женске униформе укључују шал. Савремени тренд је да се прате националне традиције облачења. У овом контексту, женско кабинско особље Емират Ерлајнса носи мараму. Женско кабинско особље Тај Ервејса носи ружичасту и љубичасту свилу са појасевима; Женска посада Фиџи Ервејса носи шалове са отисцима була. Изрека Ер Канаде је; „Носите свој шал у сваком тренутку“.
Студенти у Уједињеном Краљевству и Ирској традиционално носе академске шалове са карактеристичним комбинацијама пругастих боја које идентификују њихов универзитет или колеџ. Овај шал је направљен од саксонске вуне и обично је дугачак 2 metres (6,6 ft), правоугаоног облика са ресицама и две или више пруга у боји.
Чланови извиђачког покрета носе шалу налик мараму за врат, која се понекад назива и шал, са клизачом као делом њихове униформе. Оснивач покрета Роберт Бејден-Пауел је то увео 1908. године. Извиђач је могао да користи мараму ако наиђе на некога са повредом која крвари или ако треба да направи удлагу, ремен или завој. У неким социјалистичким земљама, пионири су носили мараму која се звала црвена марама.

### У спорту
На фудбалским утакмицама навијачи носе шалове и мајице у клупским бојама. Шалови се у Великој Британији носе барем од раних 1930-их, када је феномен шалова почео у Британији. Ношење шалова постало је уобичајено током 1970-их. Тимски шалови на фудбалским утакмицама представљају лојалност навијача и више су ознака него заштитни комад одеће. Продаја шалова је важан део фудбалске економије широм Европе. Крајем 1990-их, шарени шалови су били традиционална одећа за навијаче фудбалских тимова широм света, чак и оне у топлијим климама.
У почетку су се двобојни шалови звали шалови баба јер су их плеле баке играча. У неким клубовима, навијачи понекад изводе „зид шалова“ у којем ће сви навијачи у делу стадиона испружити своје шалове изнад главе, стварајући зид боја.
Овај зид шалова обично је праћен певањем клупске химне, као што је „You'll Never Walk Alone” на утакмицама Ливерпул ФК, или националне химне као што је „Марсељеза“ на утакмицама Фудбалске репрезентације Француске. Социокултурна антропологија фудбала се пореди са верском службом дизањем руку, певањем химне клуба, узвикивањем парола, скакањем, звиждањем и пљеском. До краја 19. века, у Британији, фудбал је од аматерске буржоаске игре постао професионални спорт радничке класе, а касније и међународни спектакл.
Према правилима Аустралије, Аустралијска фудбалска лига (AFL) има највећу спортску публику у земљи. На утакмицама навијачи носе одећу укључујући шалове, плетене капе и кошуље.

## Производња
Плетена одећа као што су шалови је важна трговина у неким земљама. Ручно плетени шалови су и даље уобичајени као поклони.
Хермес, који је направио свој први шал 1937. године, произвео је више од 2.000 дизајнова. Године 1937, Хермес је дизајнирао шал од кинеске свиле који су носиле енглеска краљица Елизабета II, америчка прва дама Џеклин Кенеди Оназис и Грејс Кели.
Основни облици шалова су квадратни, троугласти и правоугаони. Најчешћи тип је квадратни шал, који се може пресавијати и формирати правоугаони или троугласти шал. Шал је обично дугачак, уски правоугаоник. Величина било којег другог може бити од мини до макси. Стил одеће са којом се носи готов шал ће направити разлику, као и начин на који се везује.

## Изадора Данкан
Ова америчка плесачица преминула је трагично, када јој се током вожње у „Бугатију“ дуги црвени шал уплео у точак возила и угушио је.

## Галерија
- Дете са шалом и капом